# Pteromonnina leptostachya
Pteromonnina leptostachya là một loài thực vật có hoa trong họ Polygalaceae. Loài này được (Benth.) B. Eriksen miêu tả khoa học đầu tiên năm 1993.